# Vox coelestis
A Vox coelestis egy orgonaregiszter. Regiszterfeliratként francia megfelelője a Voix céleste, magyar fordítása ’mennyei hang’. Tipikus romantika korabeli regiszter. Készülhet egy, vagy két sorral. Amennyiben két sorral készül – általában két 8’-as, szűk menzúrájú vonóssípokból álló sorral – akkor az egyik 8’ sor szándékosan el van hangolva a másik 8’ sortól, hogy megszólalásukkor akusztikai lebegés jöjjön létre. Amennyiben csak egy 8’ sorral készül, abban az esetben az orgonaépítő készít hozzá egy Aeolin 8’ regisztert, s azt hangolja el a Vox coelestis regisztertől. Ekkor a két regiszter egymás mellé kapcsolásával érhető el a lebegő hatás. Ezt a regisztert is – mint az Aeolin 8’-at – legtöbbször 8’ magasságban építik, anyagukat tekintve ónból és/vagy horganyból. Selymes, puha hangot ad mind a két regiszter.